# Renault Master
Renault Master este o autoutilitară produsă de Renault din 1979 până în prezent (2021). Vehiculul este, de asemenea, vândut de Opel ca Opel Movano și de Vauxhall ca Vauxhall Movano. În prezent, aproximativ 1 milion de unități ale vehiculului au fost vândute în întreaga lume și este o camionetă destul de populară în Europa. Autoutilitara este comercializată ca un concurent la Ford Transit, Volkswagen Crafter și la Fiat Ducato.

## Istoric
Renault Master original a fost lansat în septembrie 1979. Lansat inițial cu motorul diesel Fiat-Sofim de 2,5 L (2445 cmc) și din 1984 și cu unitatea de putere de 2,1 L (2068 cmc). În cazuri rare, Master a fost vândut cu un motor Renault pe benzină de 2,0 L sau 2,2 L. O versiune alternativă mai grea, care părea aproape identică, a fost vândută de Renault Trucks ca Renault B70 la B120. A apărut pentru prima dată ca B70 (diesel) de 70 CP (51 kW) și ca B80 (benzină) de 80 CP (59 kW) la sfârșitul anului 1982. Era un camion ușor cu caroserie Renault Master I pe un șasiu separat, tracțiunea spate și roțile duble spate.
Seria B a fost oferită cu o gamă de opțiuni de caroserie alternative. Întrucât Master (și Traficul mai mic) transportau ambele plăcuțele producătorului din divizia de automobile Renault, numerele de producție ale RVI păreau să scadă în timp ce SG2 și SG3 erau înlocuite treptat. Astfel, s-a decis în 1982 transferul noii game mai grele din seria B către RVI. Au fost adăugate treptat versiuni mai puternice, încorporând turbocompresoare și intercooling.
Deși o versiune 4x4 a B90 a participat la Raliul Paris Dakar în 1987, versiunea „civilă” a camionului B90 4x4 a fost dezvăluită doar în 1990 și a fost vândută până în 1999. În 1993, seria B a avut o schimbare a grilei și a fost redenumit Messenger, O nouă generație a Renault Master a fost introdusă în vara lui 2010, inclusiv din nou Opel / Vauxhall Movano și Nissan NV400. Este pentru prima dată când Opel / Vauxhall sau Nissan sunt disponibile cu tracțiune spate simplă / dublă.